# アルフォンソ2世・デステ
アルフォンソ2世・デステ （Alfonso II d'Este, 1533年11月22日 - 1597年10月27日）は、モデナ＝レッジョ公、フェラーラ公。

## 生涯
エルコレ2世・デステと妃レナータの長男として、フェラーラで生まれた。若い頃、ハプスブルク家と敵対するフランス王アンリ2世の元で戦った。彼は公位を継承するとすぐ、ローマ教皇ピウス4世に、カルヴァンに共感する母レナータをフランスへ送還するよう強いられた。
1583年、彼は神聖ローマ皇帝マクシミリアン2世と同盟し、ハンガリーでオスマン帝国と戦った。
彼は、フェラーラの栄光を高めた人物である。トルクァート・タッソ、ジョヴァンニ・バッティスタ・グアリーニ、チェーザレ・クレモニーニのパトロンであった。エステ家の公子たちがそうであったように、芸術と科学を好んだ。ルッツァスコ・ルッツァスキは彼の宮廷オルガン奏者であった。
生涯に3度結婚をしたが、いずれの妻とも子供をもうけることができなかった。庶出の子供もいなかったとされる。
- ルクレツィア・デ・メディチ - 1558年に結婚。3年後に死別。トスカーナ大公コジモ1世の三女。毒殺だと言われている。
- バルバラ・ダウストリア - 1565年に結婚。1572年に死別。神聖ローマ皇帝フェルディナント1世の八番目の娘。
- マルゲリータ・ゴンザーガ - 1579年に結婚。マントヴァ公グリエルモ・ゴンザーガの娘。先妻バルバラの姪。

1597年の彼の死とともにエステ家の直系は絶えた。ルドルフ2世は、自身の甥にあたるエステ家傍系のチェーザレ・デステを公位に据えようと考えた。しかし庶出の家系出身であるチェーザレを嫌った教皇クレメンス8世により、フェラーラは教皇領に組み込まれた。